# Софія Ягеллонка (1464–1512)
Софі́я Ягелло́нка (пол. Zofia Jagiellonka, нім. Sofia Jagiellonica); 6 травня 1464 — 5 жовтня 1512) — польська принцеса, бранденбурзька маркграфиня (1486—1512). Представниця литовської династії Ягеллонів, що правила Польським королівством. Народилася в Кракові, Польща. Донька польського короля Казимира IV та австрійської принцеси Єлизавети. Онука польського короля Владислава Ягайла. Праонука імператора Священної Римської імперії Сигізмунда I, литовського князя Ольгерда та київського князя Андрія Гольшанського. Названа на честь доньки останнього — Софії. Дружина бранденбурзького маркграфа Фрідріха I (з 1486). Матір прусського герцога Альбрехта, ризького архієпископа Вільгельма. Померла в Ансбасі. Похована у Гайльсброннському монастирі. Також — Софія Польська.

## Біографія

### Молоді роки
Софія народилась 6 травня 1464 року у Кракові шостою дитиною та другою донькою в родині короля Польщі та великого князя Литви Казимира IV та його дружини Єлизавети Австрійської. Новонароджену охрестив Краківський єпископ Ян Ґрущиньський. Ім'я отримала на честь бабусі Софії Гольшанської.
Королівна мала старшу сестру Ядвіґу та братів Владислава, Казимира, Яна Ольбрахта та Олександра Згодом сім'я поповнилася молодшими дітьми: Сигізмундом, Фредеріком, Анною, Барбарою та Єлизаветою.
Королівська родина внаслідок своїх обов'язків постійно подорожувала землями польської корони та великого князівства. Князівна, разом зі своїми братами і сестрами, супроводжувала батьків. Так, у 1472 році все сімейство відвідало Ченстохову. Даних щодо виховання чи освіти Софії не збереглося.

### Влаштування шлюбу
Перші заручини Софії відбулися у чотирирічному віці. Її нареченим став 9-річний Максиміліан Габсбург. Приблизно в той же час, 8 квітня 1468, єпископ Ольмюцький Простас Черновський прибув до Кракова як представник короля Угорщини Матвія Корвіна, щоб просити руки королівни. Однак невдовзі він переключився на її старшу сестру Ядвіґу. Шлюб із Максиміліаном виглядав більш можливим для Софії, оскільки вона з сестрами були привабливими партіями для європейської шляхти завдяки правам на трон Австрії та Люксембургу через свою матір Єлизавету Габсбург.

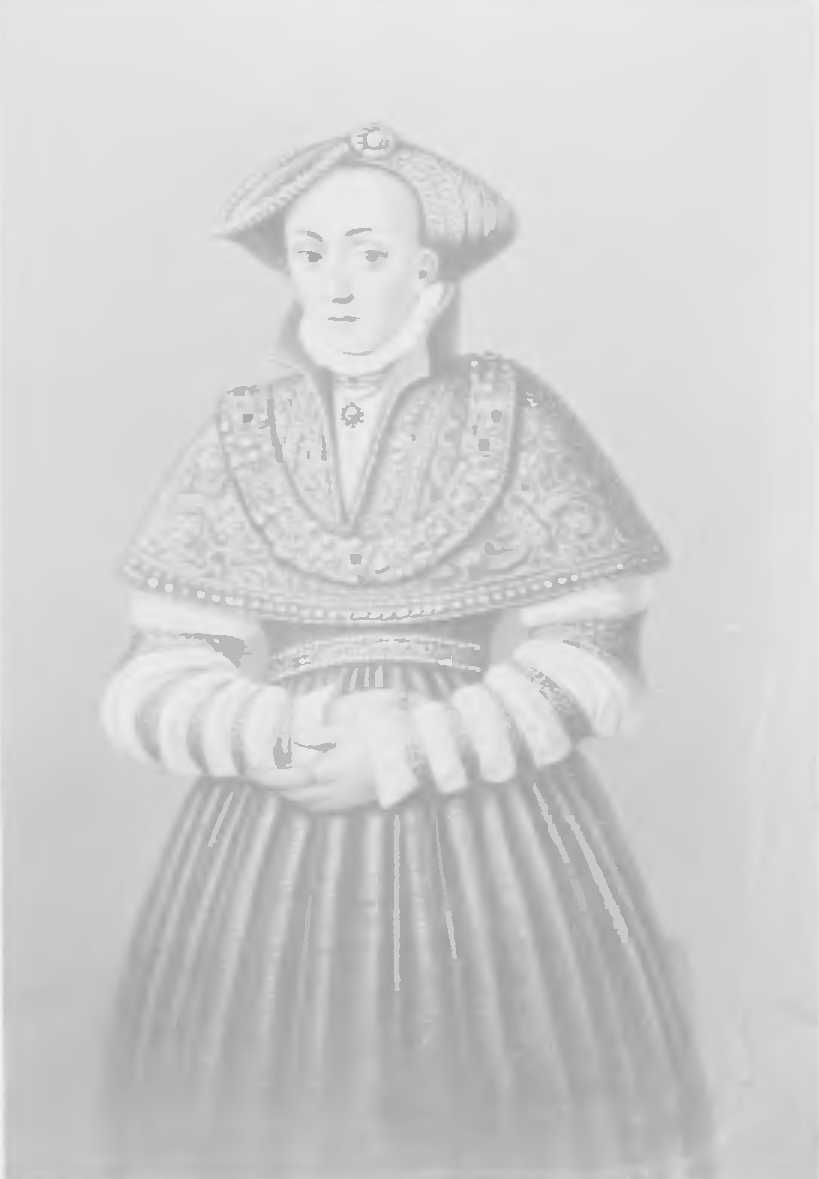
Софія Ягеллонка

Шлюб Ядвіґи з Матвієм Корвіном не відбувся, оскільки Казимир Ягеллон уклав союз із злійшим ворогом угорця — Їржі з Подєбрад. Невдовзі так само сталося із заручинами Софії та Максиміліана.
Невідомо, коли точно почалися перемовини щодо шлюбу Софії із Фрідріхом Ансбахським. Існує ймовірність, що початок мав місце влітку 1470 року, коли польські депутати навідали Бранденбург. У 1473 році польські представники Павло Ясєнський та Станіслав Курозвенцький вдало провели відповідні переговори, які завершилися підписанням договору про заручини 7 грудня у Кадольцбурзі. Завдяки цьому шлюбу Казимир Ягеллончик сподівався знайти союзників серед німецьких князів.
Умови майбутнього шлюбу обговорювали близько двох років. Від початку шлюбний контракт планувалося підписати 20 березня 1474 у Пневах, однак, насправді, його підписали лише у жовтні 1475 у Познані. З польської сторони свій підпис поставив Станіслав Курожвецький, бранденбурзької — єпископ Любушський Фрідріх Сессельман.
Софія отримала посаг у 32000 флорінів. Курфюрст Альбрехт III Ахілл дав віно за невісткою у розмірі 64000 флорінів. Планувалося, що вінчання відбудеться у Познані, однак курфюрст обрав для церемонії Франкфурт.

### Шлюб
13 січня 1479 Софія від'їхала до Франкфукта. Вінчання відбулося 14 лютого. За словами Яна Длугоша, весілля було дуже скромним, внаслідок скупості тестя Софії. Деякий час молода пара проживала у Франкфурті, а 15 липня переїхала до Ансбаху. У віданні подружжя також знаходився замок Кадольцбург. Були деякі проблеми з виплатою посагу Софії. 25 грудня 1479 року Казимир IV мав сплатити перший внесок у 6000 гульденів, але попросив про відстрочку, яка і була дарована.
У шлюбі народила численних нащадків, з яких відомі сімнадцять дітей. Альбрехт III Ахілл помер у березні 1486 року, землі були розділені між його синами, внаслідок чого Фрідріх отримав Ансбах. Протягом всього цього часу, проблема виплати посагу Софії залишалася актуальною. У 1489 році брат королівни Владислав II пообіцяв Фрідріху виплату залишків приданого. У 1493 році Фрідріх відправив послів до Польщі з нагадуванням про виплату. 30 вересня 1495 Софія особисто написала листа брату щодо обіцяних грошей. Однак, за життя пари посаг так і не був повністю виплачений. Остання частина грошей була виплачена їхнім дітям в кілька етапів — відповідно в 1533, 1535 та 1537 роках.
У 1495 році Фрідріх успадкував від бездітного брата Сигізмунда землі Кульмбаху.
У березні 1509 року пара була присутньою на коронації Людвіка II Ягеллончика у Празі.
Софія померла 5 жовтня 1512 року у Ансбаху у віці 48 років. Похована у монастирі Хейлсбронн. Її чоловік організував з цієї нагоди пишний поминок.

## Родина
Чоловік — Фрідріх І, маркграф Брандебурзький
Діти
- Єлизавета (30 червня—2 липня 1480) — прожила 3 дні;
- Казимир (1481—1527) — маркграф Бранденбург-Кульмбаху, був одруженим з Сюзанною Баварською, мав п'ятьох дітей;
- Маргарита (1483—1532) — одружена не була, дітей не мала;
- Георг (1484—1534) — маркграф Бранденбург-Ансбаху, був тричі одруженим, мав шестеро дітей;
- Софія (1485—1537) — дружина герцога Легницу Фрідріха II, мала трьох дітей;
- Анна (1487—1539) — дружина герцога Тешена Венцеля II, мала двох дітей;
- Барбара (1488—1490) —прожила 2 роки;
- Альбрехт (1490—1568) — великий магістр Тевтонського ордену, герцог Пруссії, був двічі одруженим, мав восьмеро дітей;
- Фрідріх (1491—1497) — прожив 6 років;
- Йоганн (1493—1525) — віцекороль Валенсії, був одруженим з Жерменою де Фуа, дітей не мав;
- Єлизавета (1494—1518) — дружина маркграфа Баден-Дурлаху Ернста, мали сімох дітей;
- Барбара (1495—1552) — дружина ландграфа Лейхтенбергу Георга III, мали чотирьох дітей;
- Фрідріх (1497—1536) — канонік у Вюрцбургу та Зальцбургу;
- Вільгельм (1498—1563) — ризький архієпископ.
- Йоганн-Альбрехт (1499—1550) — архієпископ Магдебургу у 1545—1550 роках;
- Фрідріх-Альбрехт (1501—1504) — прожив 3 роки;
- Гумперт (1503—1528) — канонік у Бабергу.